# Mastophora felda
Espèce
Mastophora felda est une espèce d'araignées aranéomorphes de la famille des Araneidae.

## Distribution
Cette espèce est endémique de Floride aux États-Unis,.

## Description
La femelle holotype mesure 12,3 mm.

## Étymologie
Son nom d'espèce lui a été donné en référence au lieu de sa découverte, Felda dans le comté de Hendry.

## Publication originale
- Levi, 2003 : The bolas spiders of the genus Mastophora (Araneae: Araneidae). Bulletin of the Museum of Comparative Zoology, vol. 157, no 5, p. 309-382 (texte intégral).